# Heteropoda cyanognatha
Heteropoda cyanognatha este o specie de păianjeni din genul Heteropoda, familia Sparassidae, descrisă de Thorell, 1881. Conform Catalogue of Life specia Heteropoda cyanognatha nu are subspecii cunoscute.